# Rummelplatz des Lebens
Rummelplatz des Lebens (OT: Merry-Go-Round) ist ein US-amerikanisches Filmdrama von Rupert Julian aus dem Jahr 1923. Der Drehbuchautor und ursprüngliche Regisseur Erich von Stroheim wurde während der Produktion wegen verschiedensten Konflikten mit dem produzierenden Filmstudio Universal seiner Funktion enthoben und ist im Filmvorspann nicht mehr benannt.

## Handlung
Wien, kurz vor dem Ausbruch des Ersten Weltkrieges: Graf Hohenegg, der letzte Sprössling seiner Familie und seine Verlobte, Gräfin von Steinbruck, Tochter des Kriegsministers, leben das verwöhnte Leben der Hof-Gesellschaft – der Adligen, die im Dienst des Kaisers stehen. Kaiser Franz Joseph wünscht, dass die beiden heiraten und lässt deren Vermählung öffentlich verkünden. Hohenegg, ein Lebemann, liebt die Gräfin nicht und vergnügt sich lieber mit verschiedenen anderen Frauen.
Im Wiener Prater ist er mit zwei Frauen und weiteren Freunden unterwegs. Er entdeckt an einem Karussell des Schaustellers Huber die schöne Drehorgelspielerin Agnes Urban. Er beginnt unverzüglich mit ihr zu flirten, während seine Begleiter ihre Runden auf dem Karussell drehen. Der Graf macht Agnes vor, er sei ein bürgerlicher Geschäftsmann und verspricht, Agnes bald wieder zu besuchen.
Agnes’ Chef Huber ist ein Sadist, der seine Machtstellung ausnutzt, um sich ihr körperlich zu nähern. Er genießt es, Agnes Schmerzen zuzufügen und sie zu zwingen, gleichzeitig zu lachen. Ihr Vater Sylvester Urban arbeitet ebenfalls für Huber. Er betreibt für ihn das Kaspertheater. Huber verbietet ihm, seine Arbeit zu verlassen, um nach seiner sterbenden Frau zu sehen. Huber misshandelt auch seine Ehefrau brutal.
Nachdem Urban seine Tochter nur durch einen Messerkampf vor dem Zugriff Hubers schützen konnte, werden beide entlassen. Sie werden sofort von Aurora Rossreiter, Hubers Konkurrentin im Prater, eingestellt, doch Sylvester wird wegen des Messerangriffs verhaftet.
Zufällig begegnet Agnes beim Bummel mit Bartholomew, Frau Rossreiters buckeligem Tierpfleger, der in Agnes verliebt ist, in der Stadt Hohenegg wieder. Hohenegg und Agnes besuchen das Etablissement „Madame Elvira“. Agnes ahnt nicht, dass es sich hierbei um ein Bordell handelt. Elvira, die „Beziehungen“ hat, sorgt auf Bitten von Hohenegg für die Freilassung von Agnes’ Vater. In deren Abwesenheit ringt der Graf Agnes ihren ersten Kuss ab. Während der darauf folgenden Verführung fühlt Hohenegg allmählich, dass er für Agnes mehr empfindet als bei seinen sonstigen „Eroberungen“ und hält inne.
Bartholomew entdeckt die wahre Identität Hoheneggs durch eine Heiratsanzeige und konfrontiert ihn damit. Hohenegg gibt vor, schon häufig „für diesen Mann“ gehalten worden zu sein und kann so das aufkommende Misstrauen der Urbans zerstreuen. Im Folgenden nimmt die Romanze zwischen Hohenegg und Agnes ihren Lauf. Hohenegg versucht vergeblich, den Kaiser betreffend seiner Hochzeit mit Gisela umzustimmen. Der Kaiser befiehlt daraufhin die Eheschließung. Die Vermählung findet statt.
Sylvester Urban arbeitet inzwischen als Bajazzo auf dem Jahrmarkt und ist ein großer Anziehungspunkt für die Kinder. Schani Huber verliert dadurch Kundschaft und verübt aus Neid auf Urbans Erfolg durch einen herunterfallenden Blumentopf einen Mordanschlag auf ihn. Schwer verletzt überlebt Urban. In der darauffolgenden Nacht lässt Bartholomew einen zuvor von Huber geärgerten Orang-Utan frei, der in Hubers Schlafzimmer klettert und ihn tötet.
Bei einem Besuch des Kaisers im Krankenhaus, in dem sich Sylvester Urban erholt, erkennen Agnes und ihr Vater in dessen Gefolge Graf Hohenegg. Es gelingt diesem, sich ungesehen aus der Gruppe zu entfernen um sich bei Agnes und Sylvester zu entschuldigen und seine Liebe zu Agnes zu beteuern. Hoheneggs Frau kommt hinzu. Von ihr erfahren Agnes und Sylvester, dass der Graf verheiratet ist. Für Agnes bricht eine Welt zusammen und Sylvester hasst Hohenegg nun abgrundtief.
Beim Ausbruch des Krieges muss Graf Hohenegg mit seinem Regiment an die Front ziehen. Er kommt sich zuvor von Agnes verabschieden. Sie weist ihn zurück. Auf dem Schlachtfeld entdeckt Hohenegg den schwer verletzten Sylvester Urban, der ihn verflucht. Der Graf bittet Urban, ihn, Hohenegg, zu erschießen und gibt ihm seine Pistole. Kurz bevor Urban abdrücken kann, stirbt dieser.
In Wien gesteht Bartholomew Agnes seine Liebe und macht ihr einen Heiratsantrag. Sie vertröstet ihn auf den nächsten Frühling, da ihre wahren Gefühle weiterhin den Grafen betreffen. Bei Wiedereröffnung des Praters nach dem Krieg begegnen sich Agnes und Hohenegg erneut. Seinen Grafentitel hat er zwar verloren und seine Frau ist tot, doch Agnes’ Heirat mit Bartholomew ist bereits für den übernächsten Tag angesetzt.
Aus Liebe zu Agnes schickt Bartholomew sie zu Hohenegg, damit sie glücklich wird.

## Hintergrund
Der Film wurde in den Universal Studios in Universal City, Kalifornien produziert.
Als Drehbuchautor, Regisseur und Hauptdarsteller hatte Erich von Stroheim bei seinem vorangegangenen Film Törichte Frauen aus dem Jahr 1921 über beinahe unbegrenzte Freiheiten verfügt. Die Studiochefs Carl Laemmle und Irving Thalberg mussten tatenlos zusehen, wie Stroheim große Geldsummen für seinen Film ausgab, weil er damit drohte, auch als Hauptdarsteller seine Mitarbeit aufzukündigen, sofern man ihn als Regisseur ablösen würde. Da Törichte Frauen aber trotz aller Schwierigkeiten ein großer Erfolg wurde, beschäftigte Universal Stroheim weiter. Man versuchte aber, Stroheim diesmal durch verschiedene Restriktionen besser zu kontrollieren. Er wurde gezwungen, die Rolle des Grafen Hohenegg, die er sich selbst zugedacht hatte, mit Norman Kerry zu besetzen. Die Rolle des brutalen Schaustellers Huber, den Stroheims Freund Wallace Beery spielen sollte, wurde mit George Siegmann besetzt. Das Drehen von zusätzlichem Material wurde Stroheim durch eine Klausel in seinem Vertrag untersagt. Trotzdem ließen die Konflikte zwischen Stroheim und den Studioverantwortlichen auch diesmal nicht lange auf sich warten. Stroheim ließ den Wiener Prater originalgetreu auf dem Studiogelände nachbilden. Angeblich bestellte er für die Gardeoffiziere seidene Unterwäsche, die mit dem Monogramm der kaiserlichen Garde bestickt war – obwohl die Soldaten im Film niemals ihre Uniform auszogen. Tagelang mussten die Statisten das korrekte Salutieren üben.
Die Dreharbeiten begannen am 25. August 1922. Stroheim schlug alle Warnungen aus seiner Umgebung in den Wind und hielt unbeirrt an seiner kostspieligen Arbeitsweise fest. Am 6. Oktober 1922 wurde er deshalb von Thalberg entlassen. Mit der Fortsetzung der Dreharbeiten wurde der Regisseur Rupert Julian beauftragt. Die Dreharbeiten waren am 8. Januar 1923 abgeschlossen.
Am Drehbuch wurden verschiedene Änderungen vorgenommen. Die „Ermordung“ Hubers durch den Orang-Utan und das Happy End waren in Stroheims Vorlage nicht vorgesehen. Im Original war es Bartholomew selbst, der Huber tötet. Am Ende des Films sollte Hohenegg mit einem amputierten Arm aus dem Krieg zurückkehren und völlig verarmt beim inzwischen geschlossenen Prater Postkarten verkaufen, als er Agnes, die inzwischen der Prostitution nachgeht, wiedersieht.
Im fertiggestellten Film, der in der heute noch vorliegenden Fassung 114 Minuten dauert, wurden etwa 15 Minuten des Materials von Stroheim verwendet:
- der Anfang des Films bis zum Zeitpunkt, als der Graf den Palast verlässt
- die Party, in deren Verlauf eine nackte Frau einer riesigen Torte entsteigt
- die Szenen bei „Madame Elvira“ und ein Teil der missglückten Verführung von Agnes durch Hohenegg.

Einige Szenen mit dem Grafen und seinen Freunden, die sich im Prater vergnügen, stammen vermutlich auch von Stroheim.
1930 plante Universal eine Tonfilm-Neuverfilmung von Merry-Go-Round – wieder unter Stroheims Regie. Das Projekt kam aber nicht über die Planungsphase hinaus.

## Kritiken
Der Film wurde sowohl in den USA wie auch in Deutschland ein großer kommerzieller Erfolg und bekam gute Kritiken. Im „Berliner Börsen-Courier“ hieß es:
“Die Präzision ist außerordentlich. Die Fotografie ist fabelhaft. Ein amerikanischer Film der in Wien spielt – und sein Amerikanertum nicht zu verleugnen braucht” (Nr. 114, 7. März 1924)